# Maltská politická unie
Maltská politická unie (maltsky: Unjoni Politika Maltija, italsky: Unione Politica Maltese, anglicky: Maltese Political Union) byla maltská politická strana.

## Historie
Strana byla založena v roce 1920 sloučením Maltské politické asociace a Vlastenecké komise a jejím předsedou se stal Ignazio Panzavecchia. V prvních svobodných volbách na Maltě v roce 1921 se stala nejsilnější politickou stranou a získala 14 z 32 křesel v parlamentu a Panzavecchiovi byl nabídnut post premiéra. Ten však, kvůli tomu, že byl kněz, musel odmítnout a předsedou vlády se stal jeho kolega Joseph Howard, který se tak stal prvním premiérem Malty.
Ve volbách v roce 1924 získala strana pouze 10 křesel, a tak musela vytvořit koalici s Demokratickou nacionalistickou stranou. O dva roky později, v roce 1926 se obě strany spojily a založily Nacionalistickou stranu.
V roce 1947 byla založena Strana demokratické akce, která měla být nástupcem Maltské politické unie. O pár let se však rozpadla.

## Ideologie
Maltská politická unie se snažila o zrovnoprávnění italštiny s angličtinou ve vzdělávacím systému a tím pokročit k jisté samosprávě. Také hájila pravomoci církve.

## Volební výsledky
| Volby | Předseda           | Počet hlasů | Hlasy v % | Počet křesel | Změna | Pozice     | Způsob vlády |
| ----- | ------------------ | ----------- | --------- | ------------ | ----- | ---------- | ------------ |
| 1921  | Joseph Howard      | 7 999       | 39,1      | 14           | ▲14   | ▲ 1. místo | Menšina      |
| 1924  | Francesco Buhagiar | 6 553       | 27,2      | 10           | ▼ 4   | ▼ 2. místo | Koalice      |